# Porse Geete
Helge Porse Robert Geete, född den 3 oktober 1893 i Stockholm, död den 3 november 1969 i Djursholm, var en svensk militär. Han tillhörde ätten Geete.
Geete blev underlöjtnant i fortifikationen 1914, löjtnant 1917 och kapten 1928. Han befordrades till major i ingenjörtrupperna 1937, till överstelöjtnant 1941 och till överste 1947. Geete var chef för Göta ingenjörkår 1947–1954. Han blev riddare av Svärdsorden 1935, kommendör av samma orden 1951 och kommendör av första klassen 1955. Geete vilar på Danderyds kyrkogård.